# يوكي مايدا (مغنية)
يوكي مايدا (باليابانية: 前田有紀؛ بالكانا: まえだ ゆき) هي مغنية يابانية، ولدت في 28 أغسطس 1979 في كوتشي في اليابان.

## وصلات خارجية
- الموقع الرسمي
- يوكي مايدا على موقع IMDb (الإنجليزية)
- يوكي مايدا على موقع ميوزك برينز (الإنجليزية)
- يوكي مايدا على موقع ديسكوغز (الإنجليزية)
- يوكي مايدا على موقع قاعدة بيانات الفيلم (الإنجليزية)